# 湯山城駅
湯山城駅（とうさんじょうえき）は中華人民共和国遼寧省丹東市振安区にある、中国鉄路総公司（CR）瀋丹線の駅。1934年に開業。瀋陽駅から244km、丹東駅から26kmの位置にある。瀋陽鉄道局所属の四等駅に設定されている。

## 駅周辺
- 湯山城派出所
- 湯山城郵政支局
- 丹東市第三十中学

## 隣の駅
中国国鉄
瀋丹線
湯河駅 - 湯山城駅 - 五龍背駅